# Publio Valerio Flaco
Publio Valerio Flaco (en latín, Publius Valerius L. f. M. n. Flaccus) fue un político romano del siglo III a. C., hijo del consular Lucio Valerio Flaco

## Carrera pública
Ocupó el consulado en el año 227 a. C., año en que el número de pretores se elevó a cuatro.
Fue enviado por el Senado junto con Quinto Bebio Tánfilo a Saguntum para protestar ante Aníbal por asediar esta ciudad. De allí, ambos embajadores viajaron a Cartago para comunicar a los dirigentes de esta las intenciones romanas si Aníbal no desistía del asedio.